# Muhammad Abd al-Latif
Muhammad Abd al-Latif Chalaf (arab. محمد عبد اللطيف خلف) – egipski zapaśnik walczący w stylu wolnym. Wicemistrz Afryki w 1998 roku.